# Dicharax
Dicharax é um género de gastrópode  da família Alycaeidae.
Este género contém 172 espécies entre as quais:
- Awalycaeus akiratadai